# Stanguellini Monoposto Delfino Junior
La Stanguellini Delfino fu costruita per sostituire la Junior nel campionato Formula Junior.
La Delfino debutta a Daytona Beach, pilotata da Walt Hansgen per il team Cunningham, dove ottiene la pole position ma viene ritirata durante la gara per problemi tecnici; non seguiranno altri successi.

## Piloti
- Franco Dari
- Gastone Zanarotti
- Jacques Calés